# Многодетная семья в России

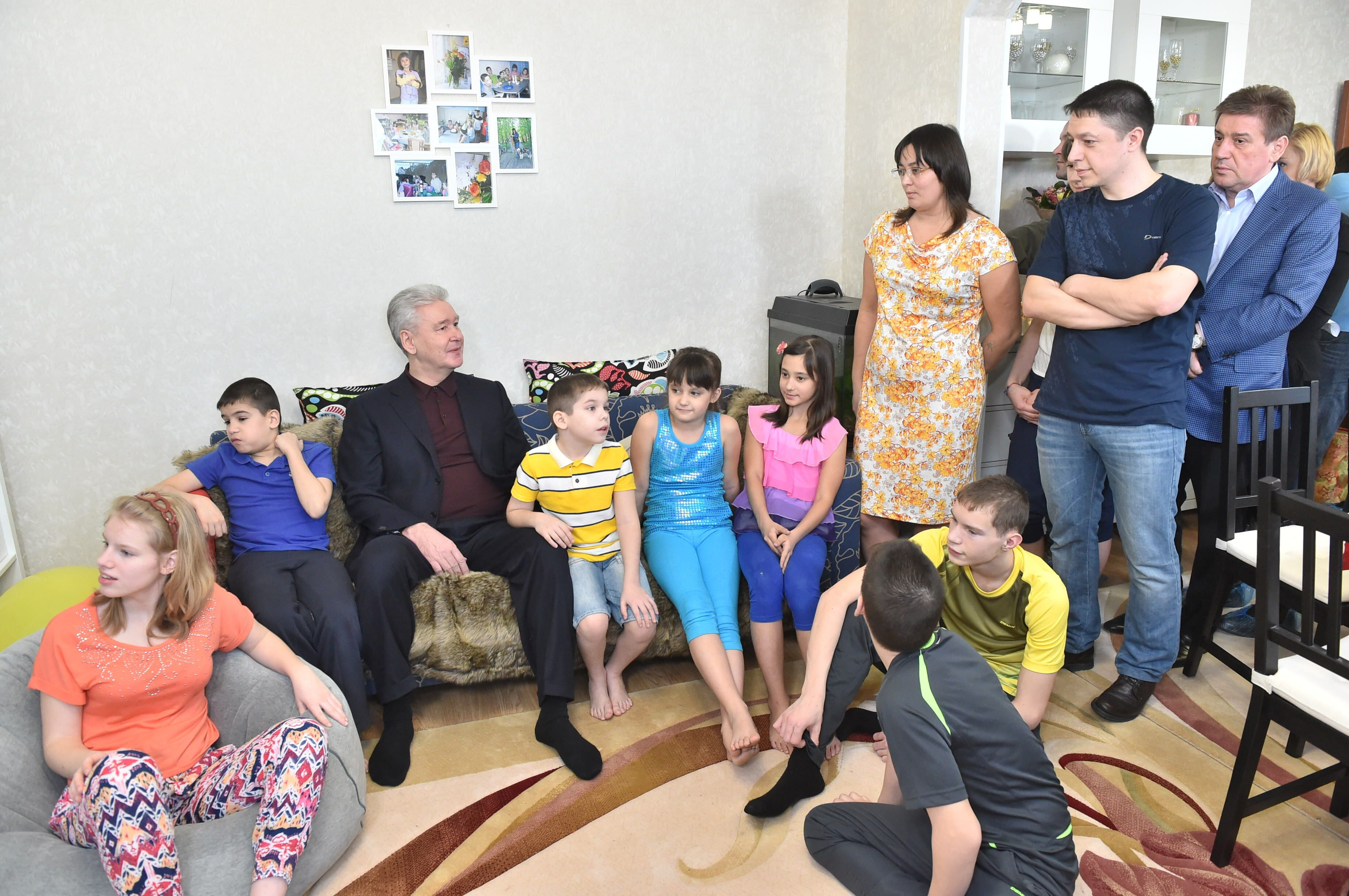
Посещение мэром Москвы Сергеем Собяниным многодетной семьи Княгининых, 2015 год

Согласно указу «О мерах социальной поддержки», подписанному президентом России Владимиром Путиным в январе 2024 года, в Российской Федерации многодетными считаются семьи с тремя и более детьми, их статус устанавливается бессрочно. Таким семьям гарантируется социальная поддержка до достижения старшим ребёнком 18 или 23 лет при условии очного обучения в образовательной организации. Также им предоставляются меры поддержки в сфере трудовых отношений и досрочное назначение страховой пенсии по старости женщинам.

## Статистика по стране
Уровень многодетности колеблется по стране от 53,4 % в республике Ингушетия до 1 % в Санкт-Петербурге. При этом только в 4 субъектах Российской Федерации доля многодетных семей превышает 10 % от общего числа домохозяйств: Республика Ингушетия — 53,4 %, Чеченская Республика — 40,5 %, Республика Дагестан — 24,8 %, Республика Тыва — 17,1 %. В семи субъектах Федерации уровень многодетности составляет от 8,9 % до 5,2 %: в Карачаево-Черкессии — 8,9 %, Саха-Якутия — 8,6 %, Северная Осетия-Алания — 8,5 %, Калмыкия — 7,4 %, Алтай — 6,8 % и Бурятия — 5,4 %, в Читинской области — 5,2 %. В десяти регионах удельный вес многодетных домохозяйств колеблется от 4,5 % до 3,1 %, в 15 регионах — от 3 % до 2 %, в остальных субъектах Российской Федерации составляет 1-2 %. По данным Всероссийской переписи населения 2010 года в России насчитывалось 1,25 миллиона многодетных семей, из которых около 100 тысяч воспитывают 5-7 детей, а 929 — 11 и более.
| Доля семейных ячеек с 5 и более детьми в общем числе многодетных, %                                                                     | Число регионов |
| --- | -------------- |
| >10 %, максимальная глубина: Республика Ингушетия — 34,4 % РСО-Алания — 19,5 % Чеченская республика — 17,5 % Ямало-Ненецкий АО — 12,5 % | 8 регионов     |
| От 5 до 10 % | 65 регионов    |
| < 5 %, минимальная глубина: Ханты-Мансийский АО — 3,4 % Камчатская область — 3,6 % Удмуртская республика — 3,7 % Москва — 3,8 %         | 16 регионов    |

С 1979 по 1989 год доля семей с 3 и более детьми увеличилась с 9 % до 10 %.
За 12 лет доля россиян, которые желают иметь 4 и более детей, удвоилась до 14 %.

## История

### Дореволюционная Россия
В дореволюционной России нередко встречались семьи (преимущественно бедные), в которых было по 7-12 детей, многие рожали и до 20 раз. В XVIII веке ко двору были представлены двое уроженцев села Введенского Шуйского уезда — крестьяне Яков Кириллов и Фёдор Васильев — чьи покойные жёны родили от них соответственно 57 и 69 детей (третье и первое место в мире), а вторые жёны соответственно 15 и 18. В царской и дворянских семьях многодетность также была распространённым явлением. Так, у царя Алексея Михайловича было 16 детей, у Льва Толстого — 13.

### СССР

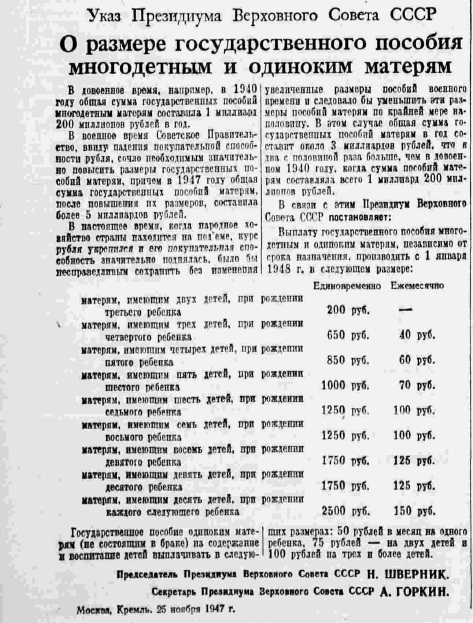
Указ Президиума Верховного совета СССР от 25 ноября 1947 года, определивший размеры государственных пособий многодетным матерям. Согласно этому Указу многодетными считались матери, имевшие 3-х и более детей.

В СССР (по состоянию на 1947 год) многодетными официально считались матери, имевшие 3 и более детей — им полагались единовременные (с 3-го ребёнка) и ежемесячные (с 4-го ребёнка) государственные пособия. С 1944 года матерям, родившим и воспитавшим 10 и более детей, присуждалось почётное звание «Мать-героиня». К моменту распада СССР в 1991 году звания были удостоены около 431 000 многодетных матерей.

### Российская Федерация
По данным Росстата, к 2010 году, по сравнению с 1989, число многодетных семей уменьшилось в два раза: с 2 310 581 до 1 025 495. По состоянию на 2019 год количество семей с тремя и более детьми увеличилась с 7 % до 10 %. По опросу специалистов НИУ ВШЭ, кроме финансового достатка, на это влияют доверие между супругами и поддержка окружающих. При этом ученые отмечают факт, что рост многодетных семей в России происходит на фоне неуклонно снижающейся рождаемости. Это свидетельствует о нарастающей вариативности репродуктивного поведения. По словам уполномоченного при Президенте России по правам ребёнка Анны Кузнецовой, в 2021 году, по сравнению с 2020, рост многодетных семей составил 13 %. Каждый 5-й ребёнок воспитывался в многодетной семье. По заявлению Владимира Путина, к 2024 году количество многодетных семей в стране выросло на 26 % и превысило 2 млн. С 1 июля 2024 года в Российской Федерации будет действовать единый реестр многодетных семей — исчерпывающий полный перечень всех подобных семей по единым критериям. Его задача — упростить процедуру взаимодействия со всеми органами, предоставляющими меры поддержки.

## Социальное положение
Многодетные семьи — это самая бедная часть населения России. По данным выборочного исследования подушного дохода населения за 2017 год, в среднем материальное положение многодетной семьи хуже среднестатистической в два раза. Тем не менее, четверть многодетных семей живёт в достатке, будучи способными позволить себе дорогостоящий отпуск и автомобиль. В половине случаев женщины не работают. Около 1/5 части мужчин находятся на руководящих должностях.

Согласно исследованию Мадины Асильдеровой четырнадцатилетней давности многодетные семьи отличаются повышенным уровнем преступности: среди подростков-преступников выходцы из многодетных семей встречаются в 2-2,5 раза чаще, чем дети из других семей (согласно анализу в многодетных семьях воспитывалось 19,4 % юношей-преступников, 24,4 % девушек-преступниц и только 10,3 % подростков из контрольной группы)
.

## Награды
В 1944 году указом Президиума Верховного Совета СССР были учреждены ордена «Мать-героиня», «Материнская слава» и медаль «Медаль материнства». Многодетной считалась семья, в которой воспитывалось пятеро детей. В период с 1944 по 1991 год многодетным матерям вручались награды: Медаль «Медаль материнства» II и I степеней — вручался матерям, воспитавшим 5 и 6 детей; Орден «Материнская слава» III, II, I степеней — вручался матерям, воспитавшим 7, 8 и 9 детей соответственно, Орден «Мать-героиня» вручался матерям, воспитавшим 10 и более детей. По состоянию на 1 января 1995 года орденом «Мать-героиня» награждено приблизительно 431 тыс. женщин.
Сегодня многодетных отмечают другими наградами. В 2008 году учреждена новая государственная награда Российской Федерации — орден «Родительская слава», которым награждаются родители или усыновители, вырастившие и воспитавшие 7 (до 2010 года — 4) и более детей. За первые два года существования, орденом награждено более 100 семейных пар. В 2010 году учреждена медаль ордена «Родительская слава», которой награждаются родители или усыновители, вырастившие и воспитавшие 4-7 детей.
Орден Святых благоверных князя Петра и княгини Февронии, Муромских чудотворцев учрежден в 2007 году региональной общественной организацией «Народный клуб „Семья“». Он имеет три степени. Каждая степень в свою очередь определяет шесть номинаций — за гражданский подвиг в укреплении института семьи, за воинский подвиг во спасение жизни и семьи, за родительский подвиг, за подвиг в ознаменование семейного долголетия, за творческий подвиг в укреплении института семьи и за подвиг материального вклада в укрепление института семьи. Орденом номер один награждён Святейший Патриарх Московский и всея Руси Алексий II. Среди других награждённых лиц Валентина Александровна Разумовская, мать Героя России Дмитрия Разумовского, погибшего при освобождении заложников в школе № 1 г. Беслана и Зоя Александровна Кобина, мать троих дочерей, вдова Героя России, кавалера ордена Мужества гвардии майора Александра Кобина. Всего же пожаловано орденами около пятидесяти отдельных выдающихся личностей, семей и целых коллективов.
В Республике Саха (Якутия) в 2017 году законом республики "О внесении изменений в Закон Республики Саха (Якутия) «О государственных наградах Республики Саха (Якутия)» учрежден Знак «Мать-героиня», которым награждаются матери, родившие и воспитывающие десять и более детей. Также Указом Президента Республики Саха (Якутия) от 04.03.2003 N 834 «Об учреждении Знака „Материнская слава“ в Республике Саха (Якутия)» учреждены Знак «Материнская слава» I степени, которым награждаются матери, родившие и воспитывающие девять детей, II степени — восемь, III степени — семь детей.

## Льготы
В большинстве европейских стран, в том числе и в России, многодетные семьи получают государственную поддержку. Это связано с низким уровнем естественного прироста населения. Снижение населения вредит социальной стабильности в обществе и развитию экономики.
В настоящий момент в России статус многодетной семьи, а также правовые, организационные и экономические основы её социальной поддержки определяются Указом Президента РФ от 05.05.92 г. № 431 «О мерах по социальной поддержке многодетных семей». Согласно данному указу субъекты РФ самостоятельно определяют, каким категориям многодетных семей следует предоставлять материальную поддержку. Минфин определяет порядок финансирования. Такие меры были введены в связи с тем, что для каждого региона существуют разные определения многодетности: в одной автономной области семья с тремя детьми — норма, в другой — редкость. Так, например, в Москве с 2009 года льготы предоставляются многодетным семьям, к которым относятся семьи с тремя и более детьми до достижения 16 лет младшему ребёнку (18 лет - если он обучается в учреждении, осуществляющем общеобразовательные программы). На территории Удмуртской Республики многодетной семьей считается семья, воспитывающая (имеющая на иждивении) трёх и более детей в возрасте до 18 и (или) до 23 лет при условии обучения детей, достигших возраста 18 лет, в образовательных учреждениях начального профессионального и среднего профессионального образования по очной форме обучения, членами многодетной семьи являются совместно проживающие супруги (одинокий родитель), их дети (в том числе усыновленные, удочеренные) в возрасте до 18 лет и (или) дети до 23 лет, обучающиеся в образовательных учреждениях начального профессионального и среднего профессионального образования по очной форме обучения, а также опекуны (попечители) и дети, находящиеся под опекой (попечительством).
Основные льготы для многодетных семей во всех субъектах РФ:
- скидка в размере не ниже 30 процентов установленной платы за пользование отоплением, водой, канализацией, газом и электроэнергией, а для семей, проживающих в домах, не имеющих центрального отопления, — от стоимости топлива, приобретаемого в пределах норм, установленных для продажи населению на данной территории; бесплатную выдачу лекарств, приобретаемых по рецептам врачей, для детей в возрасте до 6 лет;
- бесплатный проезд на внутригородском транспорте (трамвай, троллейбус, метрополитен и автобус городских линий (кроме такси), а также в автобусах пригородных и внутрирайонных линий для учащихся общеобразовательных школ;
- прием детей в дошкольные учреждения в первую очередь;
- бесплатное питание (завтраки и обеды) для учащихся общеобразовательных и профессиональных учебных заведений за счет средств всеобуча и отчислений от их производственной деятельности и других внебюджетных отчислений;
- бесплатное обеспечение в соответствии с установленными нормативами школьной формой либо заменяющим её комплектом детской одежды для посещения школьных занятий, а также спортивной формой на весь период обучения детей в общеобразовательной школе за счет средств всеобуча либо иных внебюджетных средств;
- один день в месяц для бесплатного посещения музеев, парков культуры и отдыха, а также выставок;
- помощь желающим организовать крестьянские (фермерские) хозяйства, малые предприятия и другие коммерческие структуры, обеспечивать выделение для этих целей земельных участков, а также предоставлять льготы по взиманию земельного налога и арендной платы в виде полного или частичного освобождения от налога на определённый срок либо понижения ставок налога; предоставлять безвозмездную материальную помощь либо беспроцентные ссуды для возмещения расходов на развитие крестьянского (фермерского) хозяйства; предусматривать полное или частичное освобождение от уплаты регистрационного сбора с физических лиц, занимающихся предпринимательской деятельностью;
- первоочередное выделение садово-огородных участков в размере не менее 0,15 гектара на семью (в дальнейшем, Указом Президента РФ от 25.02.2003 № 250 указание на минимальные размеры участка было исключено);
- предоставление льготных кредитов, дотаций, беспроцентных ссуд на приобретение строительных материалов и строительство жилья;
- выделение многодетным семьям участков земли как для сельскохозяйственных нужд (сад, огород, дача), так и для индивидуального жилищного строительства.

Это перечень основных льгот, предусмотренных для многодетных семей на федеральном уровне, однако и местные органы власти могут устанавливать дополнительные льготы для данной категории граждан, проживающих на подведомственной им территории.
В некоторых регионах выделены категории многодетных семей, которым предоставляются льготы. Если в Санкт-Петербурге или в Архангельской области льготы предоставляются всем без исключения семьям, то в ряде регионов России — при условии, что среднедушевой доход семьи ниже величины (в Алтайском крае — двух величин) прожиточного минимума на душу населения, установленной в регионе (например, в Кировской области, Пензенской области). В некоторых регионах это условие распространяется только на отдельные льготы (Нижегородская область, Удмуртская Республика), а остальные льготы предоставляются всем категориям многодетных семей. Во многих регионах выплачивается региональный материнский капитал (обычно при рождении третьего ребёнка). В Республике Саха (Якутия) принят Закон Республики Саха (Якутия) от 19 июня 2019 года 2162-З № 235-VI «О статусе многодетной семьи в Республике Саха (Якутия)». Законом расширяется понятие многодетной семьи путем включения многодетных семей с детьми в возрасте до 23 лет, если они являются студентами, обучающимися по очной форме обучения или проходят военную службу по призыву в рядах Российской Армии. Законом Республики Саха (Якутия) «О статусе многодетной семьи в Республике Саха (Якутия)» увеличен охват получателей нескольких мер социальной поддержки: ежегодной выплате на приобретение школьного комплекта одежды, обеспечении школьным питанием, выдаче лекарств для дошкольников по рецептам врачей, выдаче нагрудного знака и удостоверения многодетной семьи.

## Видео
- Об отстаивании прав многодетных родителей